# Université technique du Moyen-Orient
 (mars 2023).
L'université technique du Moyen-Orient (en turc, Orta Doğu Teknik Üniversitesi, ou bien ODTÜ, METU en anglais), fondée le 15 novembre 1956, est une université turque située à Ankara. Elle couvre une superficie de 45 km2 dont 3 043 hectares couverts de forêt Elle est située à 20 km du centre-ville.

## Classement de Shanghai
Elle apparaît en 2011 dans le classement académique des universités mondiales de Shanghai. En 2022, elle est classée dans le groupe des 901-1 000.

## Départements
Faculté d'architecture
- Département d'architecture
- Département d'aménagement urbain et régional
- Département de design industriel

Faculté des arts et des sciences
- Département de biologie
- Département de chimie
- Département d'histoire
- Département de mathématiques
- Département de biologie moléculaire et de génétique
- Département de philosophie
- Département de physique
- Département de psychologie
- Département de sociologie
- Département de statistiques

Faculté de sciences administratives et économiques
- Département d'administration et commerce
- Département d’économie
- Département des relations internationales
- Département des sciences politiques et d'administration publique

Faculté des sciences de l'éducation
- Département d’éducation informatique et des technologies d'instruction
- Département des sciences éducatives
- Département d’éducation élémentaire
- Département d’éducation des langues étrangères
- Département d’éducation physique et sportive
- Département d’éducation des sciences du secondaire
- Département d’éducation des mathématiques

Faculté d'ingénierie
- Département de génie aérospatial
- Département de génie chimique
- Département de génie civil
- Département de génie informatique
- Département de génie électrique et électronique
- Département des sciences d'ingénierie
- Département de génie de l'environnement
- Département de génie alimentaire
- Département de génie géologique
- Département de génie industriel
- Département de génie mécanique
- Département de génie métallurgique et des matériaux
- Département de génie minier
- Département d'ingénierie du pétrole et du gaz naturel

Instituts
- Institut de mathématiques appliquées
- Institut d'informatique
- Institut des sciences marines
- Institut des sciences naturelles et appliquées
- Institut des sciences sociales

## Données académiques
La langue d'enseignement est l'anglais. Les étudiants possédant un niveau d'anglais insatisfaisant doivent suivre une classe préparatoire d'une année. Les élèves n'ont le droit de redoubler qu'une seule fois.
Les départements d'ingénierie de l'ODTÜ sont périodiquement contrôlés et estimés comme étant "équivalents aux programmes aux États-Unis titrés et accrédités d'une manière similaire" par l'Accreditation Board for Engineering and Technology, accréditeur américain reconnu de collèges et d'universités concernant les programmes de sciences appliquées, informatique, ingénierie et technologie.
En 2010, l'université emploie 2 500 professeurs et professeurs associés, 500 instructeurs académiques, environ 2 000 assistants de recherche et la même année, délivre environ 100 000 diplômes.

## Évènements
En mai 2019, l'université interdit la Marche des fiertés, organisée tous les ans depuis 2011 par l'association Solidarité LGBTI+. La police disperse le  sit-in avec violence. Actuellement, 18 étudiants et un enseignant sont poursuivis en justice et le procès a été repoussé à avril 2021. 
EN juillet 2019, la police intervient brutalement pour déloger des étudiants qui s'opposaient à l'abattage des arbres sur le campus.

## Situation internationale
Environ 5 % des étudiants sont d'origine étrangères, dans le cadre des échanges Erasmus dont l'ODTÜ est membre.

## Bibliothèque de l'ODTU
La bibliothèque possède dispose d'environ 400 000 livres et 160 000 périodiques. Elle est abonnée à 12 500 journaux dont 11 000 sont électroniques et 1 500 sont imprimés. De plus, la bibliothèque permet l'accès à 50 bases de données en ligne, plus de 1 780 livres et CD en série, 1 300 dissertations doctorales et 11 600 thèses de master. Cette collection est principalement composée d'ouvrages en anglais, mais aussi en turc, en allemand, et en français.

## ODTU-Technopolis
Le parc de sciences et recherche ODTU-Technopolis est basé dans le campus.